# Disque Racismo
O Disque Racismo (RJ) é uma iniciativa do Centro de Referência Nazareth Cerqueira contra o Racismo e o Anti-Semitismo - CERENA. Sua missão é "promover a justiça social e a igualdade de direitos para populações historicamente estigmatizadas e/ou para grupos, sistematicamente perseguidos e vitimados pelo preconceito e pela discriminação".

## Histórico
Criado em 2 de Março de 1999, no âmbito da Secretaria de Estado de Segurança Pública do Rio de Janeiro, o CERENA hoje está subordinado à Secretaria de Estado de Justiça e Direitos do Consumidor. Ele surgiu a partir de um convite realizado naquele ano, para que integrantes do Movimento Negro travassem contato com policiais militares de 20 batalhões da PMERJ, visando a promover um melhor relacionamento e mútua compreensão entre as partes envolvidas.
Entre os anos de 2003 e 2006, o Disque Racismo foi transferido para a Secretaria de Estado de Justiça e Direitos do Cidadão (mais tarde chamada de Secretaria de Estado de Justiça e Direitos do Consumildor) no Rio de Janeiro.
Com a sucessão do governo do estado do Rio de Janeiro 2006/2007 e com a gestão do Governador Sérgio Cabral Filho, o serviço foi transferido, juntamente com os demais Centros de Referência da Cidadania para a Secretaria de Assistência Social e Direitos Humanos. 
Até o mês de agosto de 2007, o serviço encontrou-se praticamente inoperante, fato que se deve à lentidão do governo do estado do Rio de Janeiro em realizar a transferência do patrimônio do serviço para suas novas instalações e de reformular a equipe de atendimento (sem financiamento desde novembro de 2006).
Nos seus 6 anos de funcionamento o Disque Racismo recebeu mais de 2.500 ligações, sendo cerca de 75% delas denúncias de atos de discriminação racial. O serviço encaminhou mais 200 casos ao judiciário, sendo utilizadas tanto ações criminais e cíveis, como representações realizadas junto ao Ministério Público (Estadual e Federal).
Nos seus últimos anos de funcionamento o serviço vinha se potencializando como um pólo de mediação de conflitos de caráter etnorracial, valendo-se de projetos paralelos na áreas de educação (Projeto Outras Palavras), saúde (Fórum Permanente sobre Anemia Falciforme), defesa dos direitos das mulheres (Projeto Começar de Novo).